# Vacanze col gangster
Vacanze col gangster è un film del 1951 co-scritto e diretto da Dino Risi, ed interpretato da Mario Girotti.
Si tratta del primo lungometraggio del regista, prima specializzato nella direzione di cortometraggi e documentari.

## Trama
Un condannato a 20 anni di galera nel carcere di Monteforte, mentre lavora a creare giocattoli per bambini, ripone un biglietto in un cavallino in cartapesta in cui afferma di essere stato incarcerato ingiustamente e fa appello a chiunque legga il messaggio di farlo evadere dalla prigionia.
Il cavallino, dopo alterne vicende, viene raccolto a pezzi nelle mani di cinque ragazzini, compagni di scuola, Gianni, Andrea, Mario, Ugo e Nino, che trovano il biglietto scritto dal detenuto. Progettano quindi un'evasione e pianificano di essere tutti promossi per andare in vacanza a Monteforte.
Arriva l'estate e i ragazzi mandano anonimamente una torta al carcerato, il galeotto n. 5823 con un biglietto ma il detenuto si trova nella cella insieme al n. 6211, un pericoloso criminale, con cui divide la torta e che, sfortuna vuole, trova anche il biglietto.
Per casualità o per destino, anche i membri del clan del carcerato 6211 stanno per attuare un piano d'evasione per liberare il compagno e ne approfittano.
Della compagnia malfattrice fa parte anche la bella cantante Amelia, la quale, una volta incontrati i ragazzi, fa credere loro che l'ergastolano sia suo fratello, cosicché i ragazzi affrettano il piano di fuga, liberando il gangster Jack Menotti.
I ragazzi nascondono il fuggitivo in una imbarcazione abbandonata, ma si accorgono troppo tardi di essere stati ingannati. Fortunatamente arriva la polizia che ammanetta il criminale e, tempo dopo, rimetterà il galeotto n. 5823 in libertà.

## Produzione
Prodotto da Antonio Mambretti per la Produzione Cinematografica Mambretti, il film venne girato nel 1951 a Roma all'interno degli studi Titanus della Farnesina. La pellicola uscì nelle sale l'anno successivo.
Il film vede il debutto di Mario Girotti, allora dodicenne, poi noto come Terence Hill, nel ruolo di Gianni, il capobanda orfano che spinge la squadra all'impresa.

## Incassi
Incasso accertato a tutto il 31 marzo 1959 £ 70.531.857.